# Каманьо, Эдуардо
Эдуа́рдо О́скар Кама́ньо (исп. Eduardo Óscar Camaño; род. 17 июня 1946, Буэнос-Айрес) — аргентинский политик, который исполнял обязанности президента Аргентины с 30 декабря 2001 года по 2 января 2002 года.

## Биография
Каманьо служил мэром муниципалитета Кильмес в 1987—1991 годах. До 2007 года был депутатом парламента Аргентины от провинции Буэнос-Айрес. Был лидером большинства нижней палаты парламента Аргентины с 2001 года. В результате отставки Адольфо Родригеса Саа и Рамона Пуэрта он возглавил исполнительную власть.
В последующие годы создал перонистский блок с Эдуардо Дуальде, который пребывал в оппозиции к президенту Нестору Киршнеру. В 2007 году вновь претендовал на место в парламенте, на это раз по списку антикиршнеровского блока. Однако проиграл Рикардо Кукковильо, представителю Гражданской коалиции.
Впоследствии Каманьо стал председателем национального совета Хустисиалистской партии, что сделало его лидером партии наряду с Дуальде и Киршнером. В 2008 году, когда Киршнер взял на себя руководство партии, он предложил Каманьо и Дуальде руководящие должности, что могло объединить враждебно настроенные друг к другу фракции партии.